# KH 케미컬
KH 케미컬은 경기도 안산시 상록구 해안로 705, 1동 207호 (사동, 경기테크노파크파일롯플랜트)에 위치한 대한민국의 화학회사이다. 과거 고합 고려합섬 등으로 불리었다.

## 판례

### 그랜드벨과 물품대금소송
KH의 전신 주식회사 고합은 1996. 7. 22. 고합이 생산하는 ‘병용 페트 수지의 미국 지역 내 판매촉진을 위하여 미국 캘리포니아주 소재 그랜드벨 사와 사이에 판매대리점 계약(이하 ‘이 사건 계약’이라 한다)을 체결하였고 고합은 이 사건 계약에 따라 1997. 7. 21.부터 1998. 5. 27.까지의 기간 동안 그랜드벨에 14,126,127.5달러 상당의 이 사건 제품을 수출, 납품하였으나, 그랜드벨은 독점판매권의 침해와 수수료 및 비용 정산 등을 이유로 이 사건 계약에 따른 수출대금 중 13,492,627.5달러를 지급하지 아니하였고, 현재 그랜드벨에는 책임재산이 될 만한 아무런 자산이 남아 있지 않은 상태여서, 고합은 2000. 5. 12. 그랜드벨의 주소지 관할법원인 미국 캘리포니아주 로스엔젤레스 카운티 주1심법원에 채무자와 그랜드벨을 상대로 이 사건 계약상의 채무불이행을 원인으로 손해배상금 1,650만 달러 등의 지급을 구하는 손해배상청구소송(사건번호 BC 226742호)을 제기하였다.

### 법인격 부인 주장
- 당시 고합은 채무자가 그의 이익을 위하여 그랜드벨을 독점적으로 지배하고 통제하는 단독주주일 뿐만 아니라, 그랜드벨은 독립된 자산이나 자본이 실제로 없거나 투입되지 않은 회사로서 법인 설립에 관하여 통상 요구되는 형식을 준수하지 아니하였고 자산과 채무 및 재정적 업무 또한 채무자의 자산 등과 복잡하게 혼재되어 있는 등 채무자의 책임을 벗어나기 위한 목적으로 설립되어 존속하는 이른바 ‘채무자의 분신(Alter Ego)’에 불과하다는 이유로 그랜드벨의 법인격은 부인되어야 하고, 따라서 채무자 개인이 직접 그 배상책임을 부담하여야 한다고 주장하였다.
- 이 사건 계약 체결 당시 그랜드벨의 대표이사이던 채무자는 1990. 9.경 자본금 미화 21만 달러(이하 달러는 미화를 말한다) 규모의 회사인 그랜드벨(당시 회사 명칭은 ‘Space Enterprise Inc.’이었으나 1996. 8.경 위와 같이 상호가 변경되었다)을 인수하여 그 무렵부터 1999년경까지 그랜드벨의 유일주주 겸 대표이사로 재직하면서 고합과 사이에 이 사건 계약을 체결하고 이 사건 제품의 수입판매사업을 직접 추진하였다.
- 채무자는 1999. 4. 26.경 고합 회장 등이 참석한 ‘페트 수지 사업의 조기 정상화를 위한 회의’에 그랜드벨의 대표로 참석하여 협상하였을 뿐 아니라 고합과 그랜드벨의 거래는 물론 그랜드벨 회사 운영의 최종적인 의사를 결정하는 지위에 있었다.

## 참고 문헌
- 파산선고 서울고법 2009.8.28, 자, 2008라1524, 결정 : 상고

## 같이 보기
- 중복소제기
- 법인격부인론